# Нідерланди на зимових Олімпійських іграх 1992
Нідерланди брала участь в Зимових Олімпійських іграх 1992 року у Альбервілі (Франція) в чотирнадцятий раз за свою історію, і завоювала одну срібну, одну золоту і дві бронзові медалі.

## Медалісти
| Нідерланди на олімпіаді 1992 року в Альбервілі | Нідерланди на олімпіаді 1992 року в Альбервілі | Нідерланди на олімпіаді 1992 року в Альбервілі | Нідерланди на олімпіаді 1992 року в Альбервілі | Нідерланди на олімпіаді 1992 року в Альбервілі |
| Медалі                                         | Спортсмени                                     | Вид спорту                                     | Дисципліна                                     | Результат                                      |
| ---------------------------------------------- | ---------------------------------------------- | ---------------------------------------------- | ---------------------------------------------- | ---------------------------------------------- |
| Золото                                         | Барт Велдкамп                                  | Ковзанярський спорт                            | 10 000 метрів, чоловіки                        | 14:12.12                                       |
| Срібло                                         | Фалько Зандстра                                | Ковзанярський спорт                            | 5 000 метрів, чоловіки                         | 7:02.28                                        |
| Бронза                                         | Лео Віссер                                     | Ковзанярський спорт                            | 1 500 метрів, чоловіки                         | 1:54.90                                        |
| Бронза                                         | Лео Віссер                                     | Ковзанярський спорт                            | 5 000 метрів, чоловіки                         | 7:04.96                                        |